# 단양 탁오대 암각자
단양 탁오대 암각자(丹陽 濯吾臺 岩刻字)는 충청북도 단양군 단성면 하방리에 있는 자연 암석에 '탁오대'라는 글씨를 전서체로 새긴 것이다. 1981년 5월 1일 충청북도의 유형문화재 제81호 탁오대암각자(濯吾臺岩刻字)로 지정되었으나, 2013년 1월 18일 현재의 문화재 명칭으로 변경되었다.

## 개요
자연 암석에 '탁오대'라는 글씨를 전서체로 새긴 것이다.
조선 명종 때 단양군수로 있던 퇴계 이황은 나랏일에 시달린 몸과 마음의 피로를 풀고자 매일 이곳에 와서 손발을 씻었다고 한다. 이황은 이곳이 사람의 마음까지도 깨끗하게 해준다는 의미로 탁오대라고 이름 짓고 손수 이곳에 글씨를 새겼다.

## 같이 보기
- 이황

## 참고 자료
- 단양 탁오대 암각자 - 국가유산청 국가유산포털